# Batalla de Nashville
La batalla de Nashville fue un enfrentamiento bélico de la guerra civil estadounidense que tuvo lugar en la ciudad de Nashville (Tennessee) los días 15 y 16 de diciembre de 1864. Se enfrentaron el ejército de Tennessee (confederado)  dirigido por John Bell Hood y el de la Unión mandado por George Henry Thomas. Terminó con una victoria decisiva de la Unión.

## Desarrollo

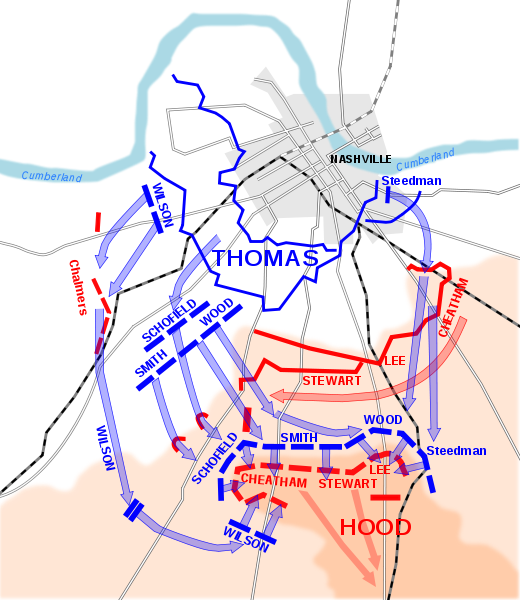
Esquema de la batalla de Nashville y posiciones de las principales fuerzas.

Las tropas confederadas llegaron a Nashville el 2 de diciembre de 1864 y se situaron al sur de la ciudad en posición defensiva. El mayor general George H. Thomas que mandaba las tropas federales situadas en la ciudad, tenía una gran superioridad en hombres y equipamiento y recibió telegramas de Ulysses S. Grant y el presidente Abraham Lincoln para que atacara al ejército confederado. Sin embargo Thomas retrasó el ataque durante dos semanas por diferentes motivos, finalmente el 15 de diciembre las tropas de la Unión atacaron con los 55 000 soldados de que disponían. El combate se inició en el ala derecha confederada, por lo que los sudistas tuvieron que trasladar a esa zona tropas del flanco izquierdo, en ese momento los confederados atacaron el flanco izquierdo ahora debilitado, sin embargo al anochecer las posiciones se habían estabilizado sin avances significativos. A las tres y media de la madrugada del día 16, las fuerzas de la Unión atacaron de nuevo sorpresivamente y a lo largo del día la caballería del Norte logró ejecutar una maniobra envolvente, finalmente la línea confederada se rompió. En la noche del 16 de diciembre, lo que quedaba del ejército confederado se retiró en dirección a la ciudad de Franklin perseguido por la caballería de la Unión.
El día 25 de diciembre el ejército de Hood había retrocedido hacia Alabama habiendo tenido 11 823 bajas durante la campaña de las que 4 500 corresponden a la batalla de Nashville, también perdió numerosas piezas de artillería y valiosos suministros. La caballería de la Unión logró cortar el ferrocarril que unía Mobile con Ohio, por lo que la llegada de nuevos abastecimientos era muy difícil. El ejército de Tennessee había dejado de ser una fuerza operativa.